# William Seymour (2e duc de Somerset)
Pour l’article homonyme, voir William Seymour.
William Seymour, 2e duc de Somerset, (1588 – 24 octobre 1660) est un aristocrate anglais et commandant royaliste pendant la Première révolution anglaise.

## Origines
Il est le fils de Edward Seymour, Lord Beauchamp, de Hache (qui est décédé avant son père) et de sa femme Honora Rogers. Il est le petit-fils d'Edward Seymour (1er comte d'Hertford) et de son épouse Catherine Grey, une sœur de Lady Jeanne Grey, "La reine de Neuf Jours", qui donc lui donne un lointain droit au trône par Catherine, la descendante de Marie Tudor, la plus jeune sœur du roi Henri VIII. Il est l'arrière-petit-fils d'Edward Seymour (1er duc de Somerset) (c.1500-1552), l'oncle du roi Edward VI et Lord Protecteur d'Angleterre.

## L'emprisonnement dans la Tour

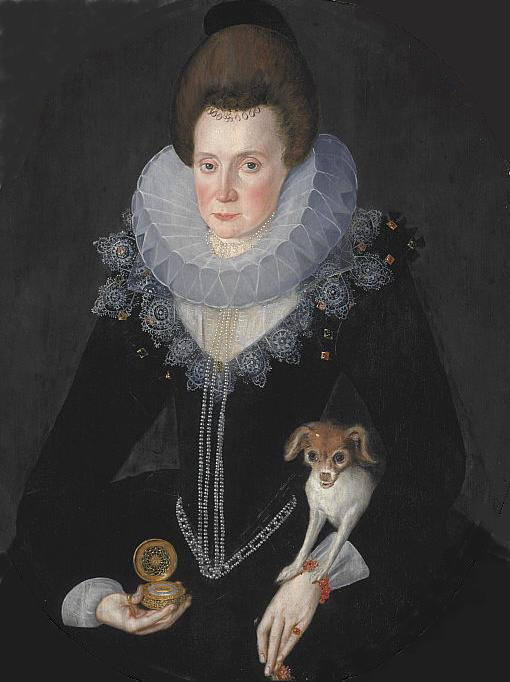
Lady Arabella Stuart (d.1615), sa première femme.

Seymour fait un mariage secret à Greenwich, le 22 juin 1610 avec Arbella Stuart (d.1615), fille de Charles Stuart (5e comte de Lennox) et Elizabeth Cavendish. Arbella, est de treize ans son aînée, et le roi Jacques VI et Ier désapprouve le mariage comme l'union de deux potentiels prétendants Tudor au trône, qui ne pouvait être vu que comme une menace pour la dynastie régnante. En conséquence, William est condamné à l'emprisonnement à vie dans la Tour de Londres et est ainsi le quatrième, sur cinq générations de Seymour, à passer du temps dans cette prison.
En juin 1611 Seymour s'échappe de la Tour, allant à la rencontre d'Arbella, qui s'est aussi échappée. Ils fuient vers le Continent, mais le mauvais temps et d'autres circonstances empêchent leur réunion, et Arbella est reprise et remise à la Tour. William réussit toutefois à partir à l'étranger, à Ostende, mais n'a jamais été réunis avec Arbella qui est restée dans la Tour jusqu'à sa mort en 1615.

## Carrière politique
En décembre 1620 Seymour est élu député de Marlborough, dans le Wiltshire, mais peu de temps après, il entre à la Chambre des lords, succédant à son père comme comte d'Hertford en 1621. A la Chambre des Lords, il est un éminent adversaire du Roi Charles Ier, où il soutient la Pétition des droits de 1628, et co-signe la lettre des douze Pairs de 1640, avec son beau-frère Robert Devereux (3e comte d'Essex).
Au cours du Long Parlement Hertford quitte finalement la compagnie la plus radicale des opposants du Roi, et en 1641, est créé Marquis d'Hertford. Dans la Guerre Civile, il est un royaliste modéré, avec des figures comme Edward Hyde (1er comte de Clarendon), et tout au long, cherche un règlement à l'amiable, en continuant des négociations officieuses tout au long de la guerre avec son beau-frère commandant du côté parlementaire. Il est néanmoins un partisan de confiance du roi, qui fait de lui le tuteur de son fils, le futur Roi Charles II, et il obtient plusieurs grands commandements militaires du côté royaliste au cours de la guerre, dont le commandement des troupes du Sud du pays de Galles.
Après la fin de la Première Guerre Civile et de l'emprisonnement du roi, Hertford est le plus éminent des nobles pour rester aux côtés du roi tout au long de sa captivité, et est avec lui jusqu'à son exécution en 1649. Durant l'interrègne, Hertford reste à l'écart de la politique et des conspirations royalistes, dans la croyance que la monarchie serait éventuellement restaurée et que les complots ne ferait que retarder l'événement.
Lors de la Restauration de la Monarchie en 1660, Hertford, est restauré dans toutes ses anciennes positions, et ses services à la cause Royaliste sont de plus reconnus par le roi Charles II, qui, en 1660, restaure Hertford dans le duché de Somerset, qui a été annulé en 1552. Il est ainsi le 2e Duc de Somerset.

## Mariages et descendance
William Seymour s'est marié deux fois:
- Tout d'abord, et secrètement (voir ci-dessus), le 22 juin 1610, à sa cousine Arbella Stuart (d. 1615), qui est alors la quatrième dans la ligne de la succession de leur cousin, le roi Jacques Ier. Sans descendance.
- En secondes noces, le 3 mars 1617 à Drayton Bassett, il épouse Lady Frances Devereux (en) (1599-1674), fille de Robert Devereux (2e comte d'Essex) par sa femme Frances Walsingham, fille de Francis Walsingham. Par Frances il a sept enfants:

### Fils
1. William Seymour (1621 – 16 juin 1642), qui est décédé avant son père.
2. Robert Seymour (1622-1646), qui est décédé avant son père.
3. Henry Seymour, Lord Beauchamp (1626 – 30 mars 1654), qui est décédé avant son père, après avoir cependant épousé Marie Capell et a une descendance, notamment son fils William Seymour (3e duc de Somerset) (1654-1671), héritier de son grand-père le 2e duc.
4. John Seymour (4e duc de Somerset) (1646 – 29 avril 1675), héritier de son neveu dans le duché en 1671, qui a épousé Sarah Alston en 1656, mais sans descendance.

### Filles
- Frances Seymour (1618-1685), qui s'est marié trois fois:
  - Tout d'abord à Richard Molyneux (2e vicomte Molyneux) (en)
  - en secondes noces (comme sa troisième femme) à Thomas Wriothesley (4e comte de Southampton)
  - en troisièmes noces (comme sa troisième femme) à Conyers Darcy (2e comte d'Holderness)
- Lady Mary Seymour (1637 – 10 avril 1673), qui épouse Heneage Finch (3e comte de Winchilsea).
- Jane Seymour (1637 – 23 novembre 1679), qui épouse Charles Boyle (3e vicomte Dungarvan) et a une descendance, dont Elizabeth Bowes-Lyon.